# Coenotephria egenata
Coenotephria egenata là một loài bướm đêm trong họ Geometridae.